# میتسورو موکوجیما
میتسورو موکوجیما (انگلیسی: Mitsuru Mukojima؛ زادهٔ ۵ مهٔ ۱۹۷۶) بازیکن فوتبال اهل ژاپن است.
از باشگاه‌هایی که در آن بازی کرده‌است می‌توان به باشگاه فوتبال ناگویا گرامپوس اشاره کرد.